# Similodontidae
De Similodontidae zijn een familie van uitgestorven tweekleppigen uit de orde Afghanodesmatida.